# Platylabus tricingulatus
Platylabus tricingulatus är en stekelart som först beskrevs av Johann Ludwig Christian Gravenhorst 1820.  Platylabus tricingulatus ingår i släktet Platylabus och familjen brokparasitsteklar. Arten är reproducerande i Sverige. Inga underarter finns listade i Catalogue of Life.